# Kapitol
Kapitol (latinsky Mons Capitolinus nebo Capitolium, it. Campidoglio) je nejznámější a nejmenší ze sedmi římských pahorků (lat. Septimontium), centrum a symbol moci starověkého Říma. Leží mezi Forum Romanum na východě a nejstarší římskou hradbou, za níž začínala oblast Campus Martius na západě. Na jeho severním úbočí stojí nápadný Památník Viktora Emanuela II. Kapitol má dva vrcholky, jižní Capitolinum a severní Arx, mezi nimiž leží Piazza del Campidoglo, náměstí obklopené třemi paláci a přístupné po velkolepém schodišti (Cordonata) podle návrhu Michelangela Buonarrotiho. V palácích na jižní straně dnes sídlí Kapitolská muzea.

## Historie

Sedm pahorků starověkého Říma

Kapitol byl patrně od počátku posvátným středem města, jeho akropolí nad náměstím Forum Romanum. Podle pověsti zasvětil první chrám na jižním pahorku Romulus Jupiterovi, když se vrátil z vítězné bitvy. Když v polovině 8. století př. n. l. Řím obléhali Sabinové, dostali se na Kapitol zradou Tarpeie, dcery velitele Spuria Tarpeia; Sabinové ji však místo odměny zabili a svrhli z útesu na jižní straně Kapitolu, pozdější Tarpejské skály.
V 6. století př. n. l. postavili římští králové na vrcholku chrám zasvěcený třem nejvyšším státním božstvům (tzv. kapitolské triádě): Jupiterovi, Junoně a Minervě. Chrám Jupitera Kapitolského, postavený roku 509 př. n. l., byl pokládán za největší a nejkrásnější z římských chrámů a byl téměř tak velký jako athénský Parthenón. Když roku 390 př. n. l. dobyli Řím Galové, kapitolská pevnost se jim ubránila. Roku 79 př. n. l. bylo na východním svahu Kapitolu směrem k Forum Romanum postaveno Tabularium, archiv listin města. Při triumfálním průvodu po návratu z Egypta měl prý Julius Caesar pod Kapitolem nehodu a vyšel na něj po kolenou, aby odvrátil zlý osud. O půl roku později byl však zavražděn a jeho vrazi se skryli v kapitolském chrámě.
V 6. století n. l. byl severně od dnešní Piazza del Campidoglio postaven kostel Santa Maria in Aracoeli, pod nímž se zachovaly velké zbytky typického římského nájemního domu (insula). V 11. století získal Řím městská práva a Kapitol se od roku 1147 stal sídlem městské samosprávy i řady povstání proti papežské vládě nad městem, roku 1347 se zde Cola di Rienzo pokusil obnovit italskou republiku. Náměstí bylo až do 15. století hlavním tržištěm města. Roku 1536 pověřil papež Pavel III. Michelangela, aby zpustlé místo upravil. Z té doby pochází dnešní podoba Kapitolu i náměstí, obrácená k východu a naopak odvrácená od Forum Romanum. Realizace původního projektu však probíhala velmi dlouho a travertinová dlažba s působivým vzorem byla realizována až roku 1940.

## Popis

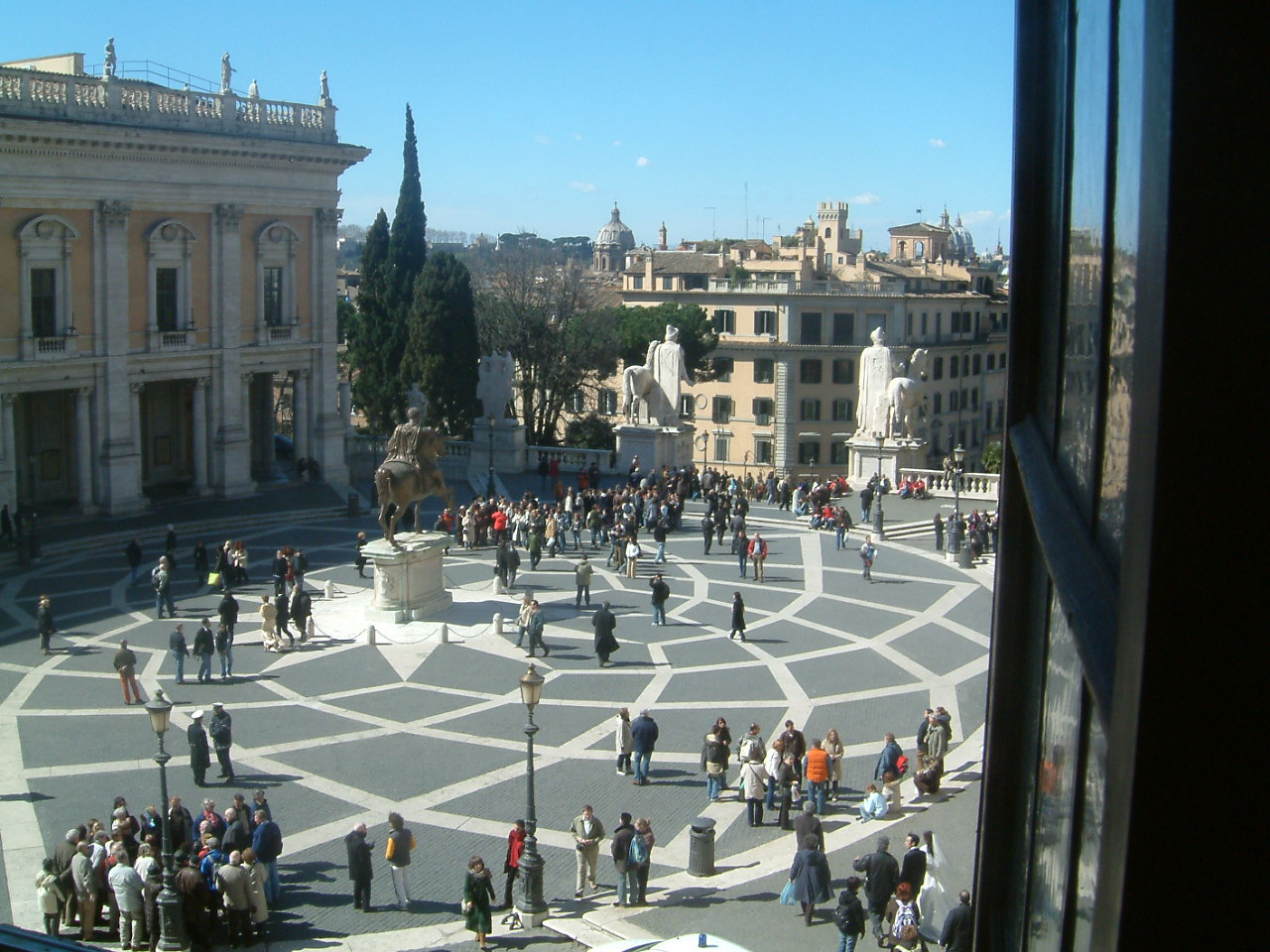
Dláždění se sochou Marka Aurelia

Hlavní přístup na Kapitol není dnes od Forum Romanum jako ve starověku, ale ze západu. Široké jezdecké schodiště (Cordonata) vede na lichoběžníkové náměstí Piazza del Campidoglio. Na protější straně a v ose schodiště je starobylý a mohutný Palazzo Senatorio s věží a dvoukřídlým schodištěm od Michelangela, vlevo a vpravo kolem něho vedou schody dolů na Forum Romanum. Na jižní straně je Palazzo dei Conservatori, který stojí na místě římského chrámu Jova Kapitolinského, na protější (severní) straně barokní Palazzo nuovo se stejnou fasádou, který podle Michelangelova projektu vyvažuje osovou symetrii celého náměstí. Náměstí je vydlážděno podle původního návrhu s velmi působivým vzorcem a uprostřed stojí starověká bronzová jezdecká socha císaře Marca Aurelia (121–180) v nadživotní velikosti, dnes nahrazená kopií.
Severně od náměstí je kostel Santa Maria in Aracoeli a těsně za ním, na severním svahu Kapitolu rozlehlý památník Viktora Emanuela II. z počátku 20. století. Jižní stranu Kapitolu pokrývají většinou sady a zahrady, na jihozápadním cípu směrem k řece stojí Německý archeologický ústav a východně od něho, směrem k Foru, je Tarpejská skála.

## Galerie

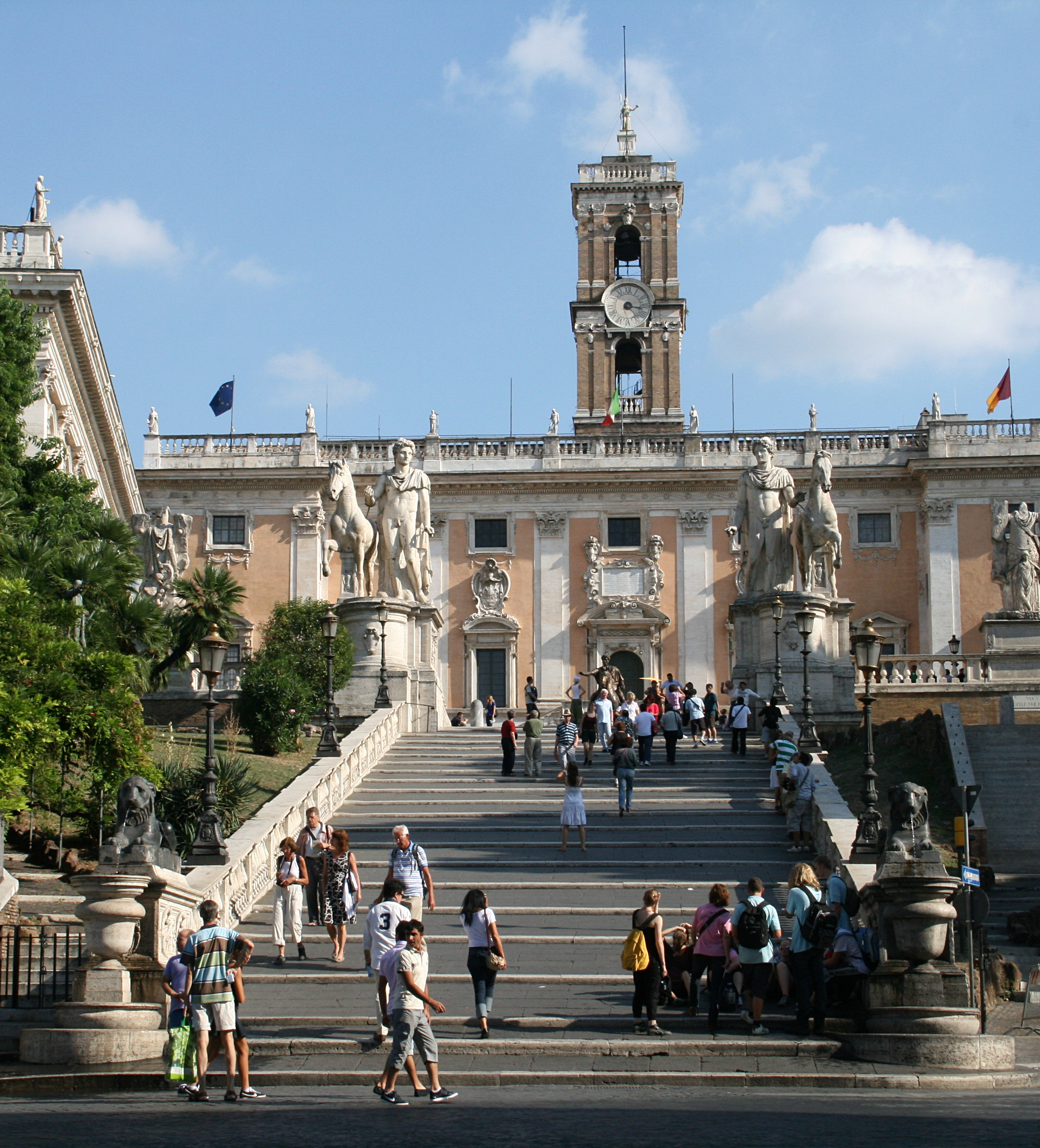
Schodiště a Palazzo dei Senatori
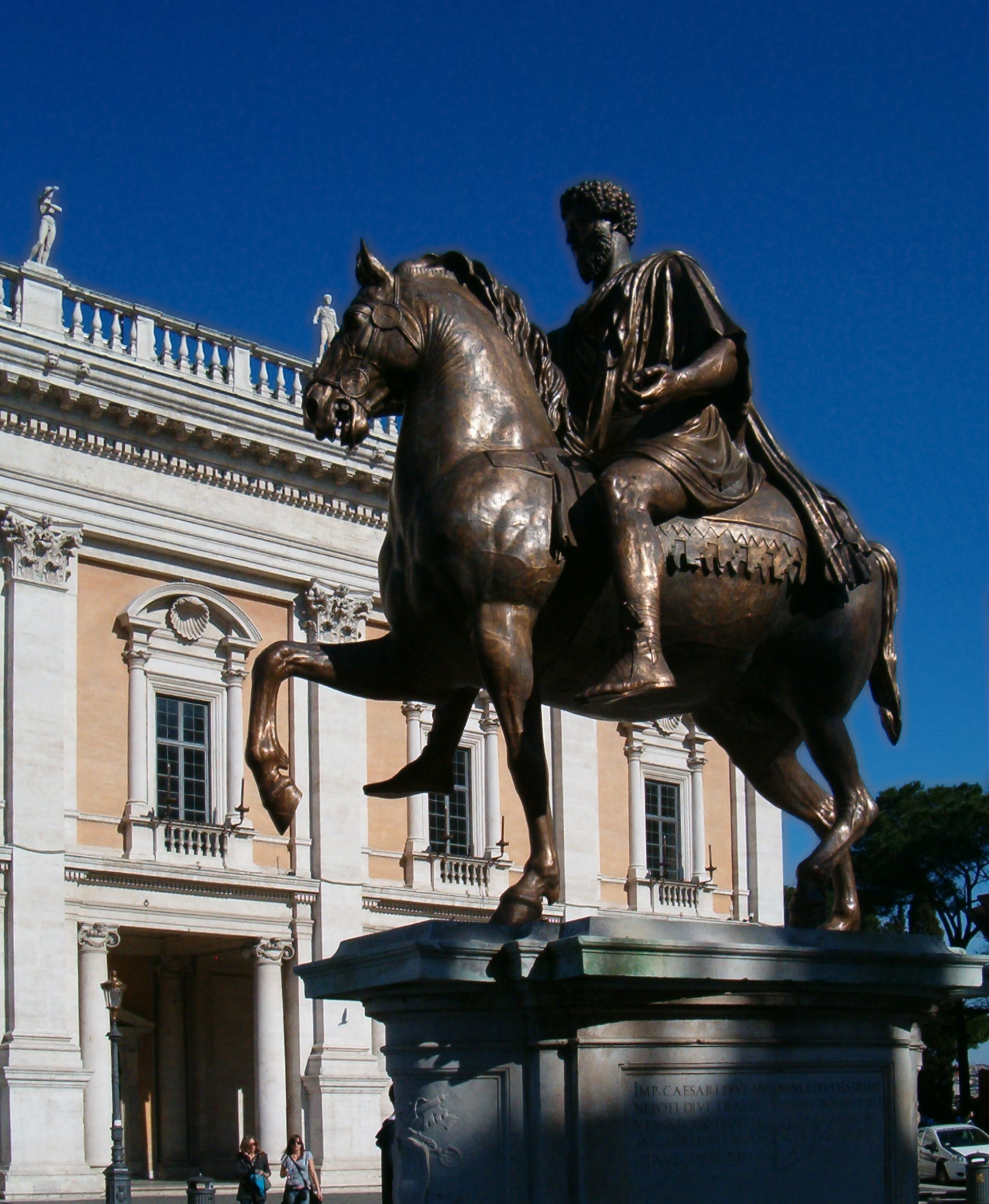
Socha Marka Aurelia
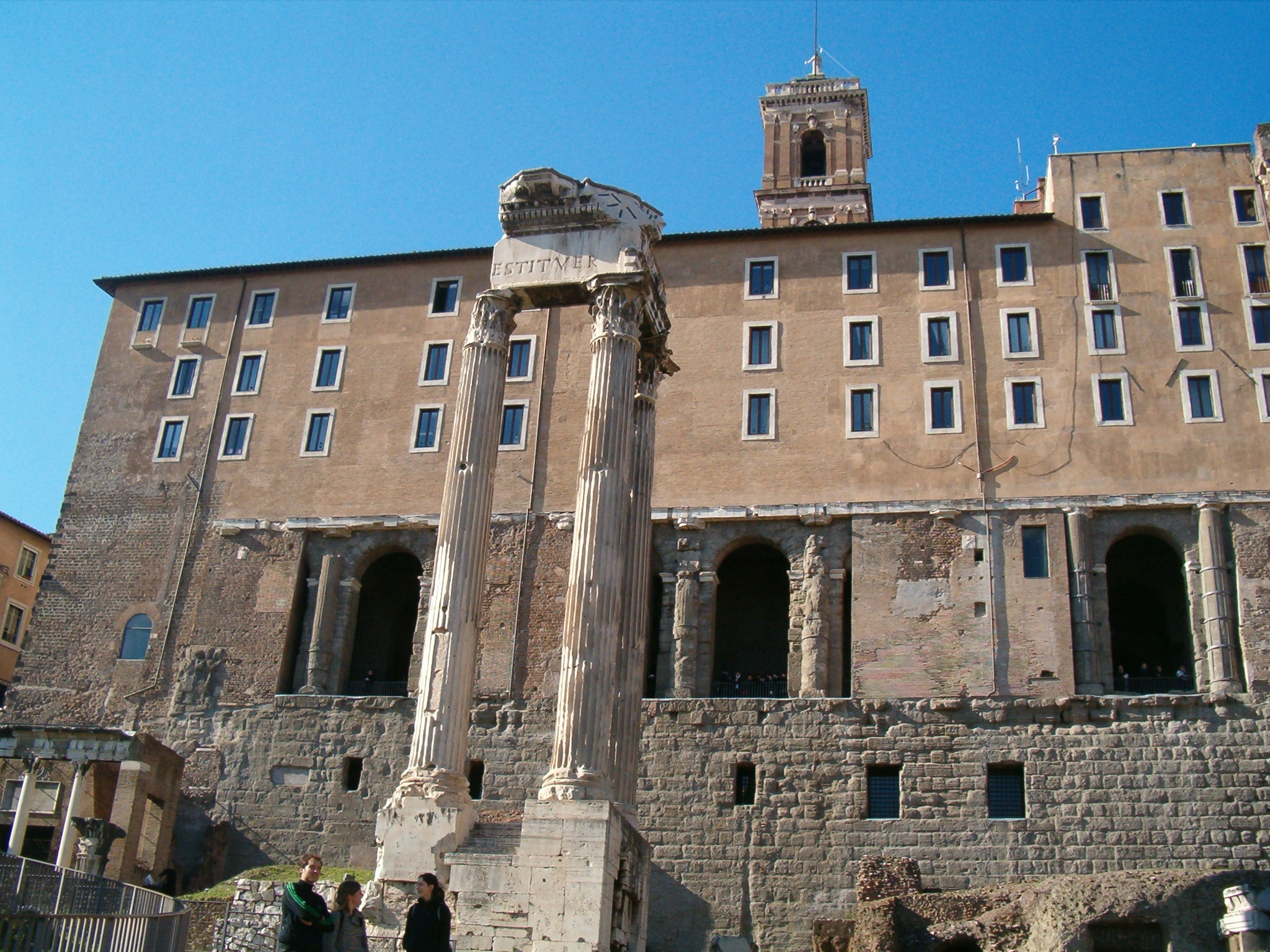
Tabularium a Palazzo dei Senatori z Fora
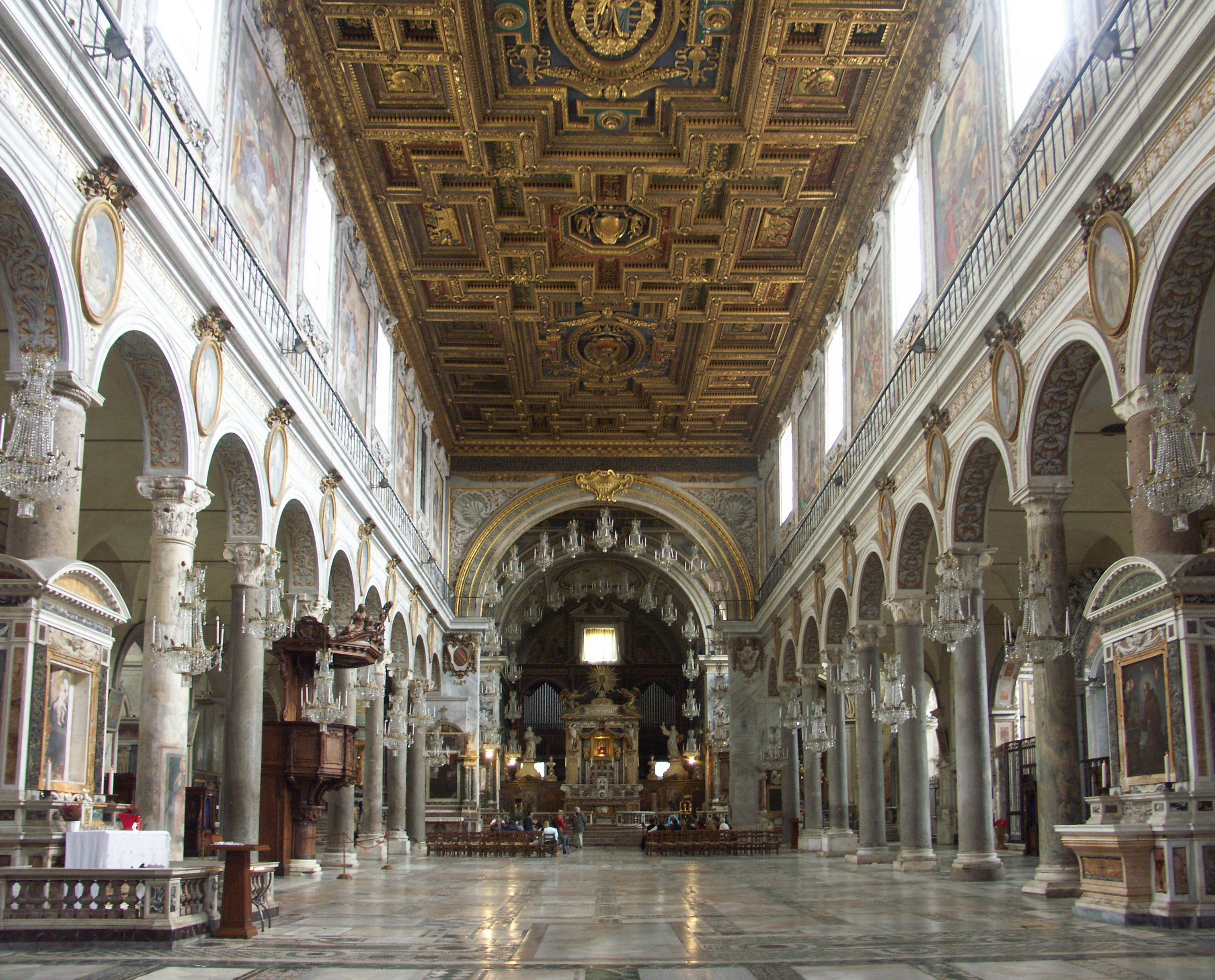
S.M. in Aracoeli, vnitřek